# Eugen Kipp
Eugen Kipp (Stoccarda, 26 febbraio 1885 – Stoccarda, 10 novembre 1931) è stato un calciatore tedesco, di ruolo attaccante.

## Carriera
Fu uno dei calciatori più prolifici della Nazionale tedesca prima della Grande Guerra. Segnò la rete decisiva nella prima vittoria della storia della Nazionale tedesca, contro la Svizzera il 3 aprile 1910. Prese parte alle Olimpiadi del 1912. Nel corso della guerra perse una gamba ad Ypres e fu costretto così a terminare la carriera.